# Mikidache
Mikidache, de son vrai nom Mikidache Daniel né le 20 mai 1969 à Mamoudzou (Mayotte) est un auteur-compositeur-interprète mahorais.

## Discographie
- 1998 : Kauli/Words
- 2004 : Hima
- 2006 : M’godro Gori

## Distinctions
- Prix découvertes RFI 1999[2]
- Chevalier de l'Ordre des Arts et des Lettres en 2011[1]